# Сентрал-Кутеней
Регіональний округ Сентрал-Кутеней (англ. Central Kootenay) — регіональний округ в Канаді, у провінції Британська Колумбія.

## Населення
За даними перепису 2016 року, регіональний округ нараховував 59517 жителів, показавши зростання на 1,8%, порівняно з 2011-м роком. Середня густина населення становила 2,7 осіб/км².
З офіційних мов обидвома одночасно володіли 4 060 жителів, тільки англійською — 54 790, тільки французькою — 20, а 95 — жодною з них. Усього 5,535 осіб вважали рідною мовою не одну з офіційних, з них 25 — одну з корінних мов, а 120 — українську.
Працездатне населення становило 58,5% усього населення, рівень безробіття — 8,8% (10,2% серед чоловіків та 7,3% серед жінок). 79% були найманими працівниками, 19,6% — самозайнятими.
Середній дохід на особу становив $38 757 (медіана $28 993), при цьому для чоловіків — $46 968, а для жінок $30 631 (медіани — $36 888 та $23 696 відповідно).
27,4% мешканців мали закінчену шкільну освіту, не мали закінченої шкільної освіти — 17,1%, 55,5% мали післяшкільну освіту, з яких 30% мали диплом бакалавра, або вищий, 285 осіб мали вчений ступінь.
| Статево-вікова структура населення | Статево-вікова структура населення | Статево-вікова структура населення | Статево-вікова структура населення | Статево-вікова структура населення |
| ---------------------------------- | ---------------------------------- | ---------------------------------- | ---------------------------------- | ---------------------------------- |
|                                    |                                    |                                    |                                    |                                    |
| Всього                             | Всього                             | 49,6%50,4%                         |                                    |                                    |
| 0 — 14 років                       | 0 — 14 років                       |                                    | 14,1%                              | 14,1%                              |
| 15 — 64 років                      | 15 — 64 років                      |                                    | 62,4%                              | 62,4%                              |
| 65 і більше                        | 65 і більше                        |                                    | 23,5%                              | 23,5%                              |
| 85 і більше                        | 85 і більше                        |                                    | 2,6%                               | 2,6%                               |
| 100 і більше                       | 100 і більше                       |                                    | 0%                                 | 0%                                 |
| Середній вік (років)               | Середній вік (років)               | 45,246,4                           | 45,8                               | 45,8                               |
| Медіана (років)                    | Медіана (років)                    | 48,550,0                           | 49,3                               | 49,3                               |
| — чоловіки — жінки                 |                                    |                                    |                                    |                                    |

| Походження мешканців:     | Походження мешканців:     | Походження мешканців: | Походження мешканців: | Походження мешканців: |
| ------------------------- | ------------------------- | --------------------- | --------------------- | --------------------- |
| Походження                |                           |                       | осіб                  | %                     |
| Корінні американці        | Корінні американці        |                       | 4 140                 | 7.1%                  |
| Інше північноамериканське | Інше північноамериканське |                       | 15 330                | 26.28%                |
| Європейське               | Європейське               |                       | 50 955                | 87.35%                |
| британське                | британське                |                       | 34 050                | 58.37%                |
| французьке                | французьке                |                       | 7 135                 | 12.23%                |
| українське                | українське                |                       | 3 775                 | 6.47%                 |
| Карибське                 | Карибське                 |                       | 175                   | 0.3%                  |
| Латинськоамериканське     | Латинськоамериканське     |                       | 410                   | 0.7%                  |
| Африканське               | Африканське               |                       | 275                   | 0.47%                 |
| Азійське                  | Азійське                  |                       | 1 860                 | 3.19%                 |
| Океанійське               | Океанійське               |                       | 370                   | 0.63%                 |

| Зайнятість населення за галузями (за класифікацією NOC): | Зайнятість населення за галузями (за класифікацією NOC): | Зайнятість населення за галузями (за класифікацією NOC): | Зайнятість населення за галузями (за класифікацією NOC): | Зайнятість населення за галузями (за класифікацією NOC): |
| -------------------------------------------------------- | -------------------------------------------------------- | -------------------------------------------------------- | -------------------------------------------------------- | -------------------------------------------------------- |
|                                                          |                                                          |                                                          |                                                          |                                                          |
| Управління                                               | Управління                                               |                                                          | 10,7%                                                    | 10,7%                                                    |
| Бізнес, фінанси та адміністрування                       | Бізнес, фінанси та адміністрування                       |                                                          | 11,1%                                                    | 11,1%                                                    |
| Природничі та прикладні науки                            | Природничі та прикладні науки                            |                                                          | 6%                                                       | 6%                                                       |
| Охорона здоров'я                                         | Охорона здоров'я                                         |                                                          | 7,6%                                                     | 7,6%                                                     |
| Освіта, правозахист, муніципальні та урядові служби      | Освіта, правозахист, муніципальні та урядові служби      |                                                          | 10,4%                                                    | 10,4%                                                    |
| Мистецтво, культура, відпочинок та спорт                 | Мистецтво, культура, відпочинок та спорт                 |                                                          | 3,9%                                                     | 3,9%                                                     |
| Роздрібна торгівля та послуги                            | Роздрібна торгівля та послуги                            |                                                          | 21,9%                                                    | 21,9%                                                    |
| Гуртова торгівля, транспорт та обладнання                | Гуртова торгівля, транспорт та обладнання                |                                                          | 18,9%                                                    | 18,9%                                                    |
| Природні ресурси, сільське господарство                  | Природні ресурси, сільське господарство                  |                                                          | 5,2%                                                     | 5,2%                                                     |
| Виробництво                                              | Виробництво                                              |                                                          | 4,5%                                                     | 4,5%                                                     |

## Населені пункти
До складу регіонального округу входять міста Нельсон (Британська Колумбія), Каслґар, містечко Крестон, села Слоукен, Сілвертон, Селмо, Нью-Денвер, Некасп, Касло, індіанська резервація Крестон 1, а також хутори, інші малі населені пункти та розосереджені поселення.

## Клімат
Середня річна температура становить 1,3°C, середня максимальна – 14,2°C, а середня мінімальна – -12,4°C. Середня річна кількість опадів – 1 299 мм.
| Клімат поселення                              | Клімат поселення | Клімат поселення | Клімат поселення | Клімат поселення | Клімат поселення | Клімат поселення | Клімат поселення | Клімат поселення | Клімат поселення | Клімат поселення | Клімат поселення | Клімат поселення | Клімат поселення |
| Показник                                      | Січ.             | Лют.             | Бер.             | Квіт.            | Трав.            | Черв.            | Лип.             | Серп.            | Вер.             | Жовт.            | Лист.            | Груд.            |                  |
| Середній максимум, °C                         | −2,88            | −1,07            | 0,89             | 4,15             | 8,95             | 12,91            | 13,48            | 14,21            | 9,71             | 4,68             | −1,24            | −5,66            |                  |
| Середня температура, °C                       | −7,6             | −5,82            | −3,85            | −0,59            | 4,21             | 8,17             | 11,12            | 11,85            | 7,38             | 2,32             | −3,59            | −8,01            |                  |
| Середній мінімум, °C                          | −12,36           | −10,55           | −8,59            | −5,34            | −0,52            | 3,43             | 8,77             | 9,50             | 5,02             | −0,02            | −5,95            | −10,37           |                  |
| Норма опадів, мм                              | 159              | 111              | 110              | 89               | 88               | 103              | 75               | 74               | 70               | 108              | 164              | 148              |                  |
| Середньомісячна швидкість вітру, м/с          | 3.10             | 2.72             | 2.94             | 2.92             | 2.78             | 2.78             | 2.64             | 2.56             | 2.62             | 2.94             | 3.12             | 2.97             |                  |
| Середньомісячна сонячна радіація, кДж/м²·день | 3771             | 6991             | 11493            | 16069            | 19426            | 21059            | 22573            | 19535            | 13850            | 8158             | 3856             | 2912             |                  |
| --------------------------------------------- | ---------------- | ---------------- | ---------------- | ---------------- | ---------------- | ---------------- | ---------------- | ---------------- | ---------------- | ---------------- | ---------------- | ---------------- | ---------------- |
| Джерело:                                      |                  |                  |                  |                  |                  |                  |                  |                  |                  |                  |                  |                  |                  |